# Asmat-Schild
Der Asmatschild, auch Jamasj, ist eine Schutzwaffe und Kultgegenstand des Volks der Asmat aus dem indonesischen Westneuguinea.

## Verbreitung
Aus dem Inland in Richtung der Küste (Golf von Papua) und von Norden nach Süden orientiert, lassen sich folgende Asmat-Kulturgruppen nach Konrad/Konrad/Winkelmann (1995) unterscheiden:
Bras – Yupmakcain – Unir Epmak (Tomor) – Aramatak – Emari Ducur – Unir Siran (Keenok) – Kenekap (Kaimo) – Simai – Yoerat – Bismam – Becembub – Safan I – Safan II.
Dagegen gliedert Todd Barlin in „Shields of Melanesia“ (2005) die Schilde des südwestlichen Neuguineas nach sieben geographisch definierten Kulturgruppen:
die Zentral- und Casuarina-Küsten-Asmat – die Nordwest-Asmat – die Brazza-Fluss- oder Nordost-Hügel-Asmat – die Citak (auch Tjitak) oder Ost-Asmat – die Awyu (auch Awjoe, Awju, Auwyu) – die Jaqai (auch Yaqai, Yaqay) – die Muyu. Da es zudem fünf Hauptsprachen (ohne Dialekte) der Asmat gibt, sind in älterer Literatur verwendete Namen von Orten, Ethnien und Objekten oft nicht von sich aus erklärend.

## Beschreibung
Der Schild der Asmat besteht aus Holz und ist auf der Außenseite kunstvoll geschnitzt. Er ist leicht gebogen und am unteren Ende breiter als am oberen. Am oberen Ende ist eine Verbreiterung aus einem rechteckigen Holzstück mit abgerundeten Ecken angebracht. Auf der Rückseite befindet sich ein Griff, der zusammen mit dem Schild aus einem Stück gearbeitet ist.
Als Holz finden insbesondere in Küstennähe die Brettwurzeln oder Stämme von Mangrovenbäumen Verwendung, da dieses eher weiche Holz  sich gut für die Holzschnitzerei eignet, um mit Stein- oder Knochenwerkzeugen sowie mit geschärften Muschelschalen Schilde herzustellen. Jedoch waren dazu nur bestimmte Holzschnitzkünstler, die Wow cescu ipit, berechtigt, die bedeutungsvollen Symbole zu schnitzen.
Zur Bemalung ihrer Schilder benutzen die Asmat Muschelkalk für die Farbe Weiß, gelegentlich in Ermangelung von Muscheln (so bei den Stämmen im Inland, wie den Bras) auch Kaolin, hämatithaltige Erde für die Farbe Rot, die in nicht seltenen Fällen mit Pflanzensaft intensiviert wird, und Ruß oder Holzkohle für die Farbe Schwarz. Die Bemalung geschieht rot auf weißem Grund oder weiß auf rotem Grund, erhabene Linien können schwarz umrandet sein.
Die Schnitzereien stellen oft verstorbene Verwandte dar, die bei einem Kampf den Träger des Schildes unterstützen, da dessen Geist im Schild ist. Das längliche Motiv (Papua-Sprachen Bipanew) in der Mitte des Schildes steht für das Perlmuschelornament, das die Asmat-Kopfjäger in der durchstochenen Nase tragen. Die kleineren, hakenförmigen Motive symbolisieren die Stoßzähne von Wildschweinen und sind ein Symbol für die männlichen Qualitäten des Jägers.
Diese Schilde wurden speziell für die Kopfjagd hergestellt und spielen ebenfalls eine zeremonielle Rolle bei der Initiation der jungen Männer. Während der Herstellung kurz vor einer Kopfjagd wurden sie auf einem speziellen Fest (Papuasprachen Jamasj Pokmbu, deutsch „Schild-Fest“) mit der Vorderseite nach Osten aufgestellt, der Richtung, in der das Nachlebensgebiet (indonesisch Safan) im Glauben der Asmat liegt. Von dort steigt der Geist eines Verstorbenen auf und soll in den Schild übergehen.
Ein im Pitt Rivers Museum ausgestellter Schild wurde von einem Schnitzer namens Sana hergestellt und nach seinem verstorbenen Bruder Hadmes benannt. Sein Gesicht ist abstrahiert am oberen Ende dargestellt.